# 1861 dans le catholicisme
Chronologie du catholicisme
- 1857
- 1858
- 1859
- 1860
- 1861
- 1862
- 1863
- 1864
- 1865

Cet article présente les faits marquants de l'année 1861 dans le catholicisme.

## Évènements
- 1er janvier : Création du bataillon des Zouaves pontificaux.
- 27 septembre : Création de 8 cardinaux par Pie IX.

## Naissance
- 7 septembre : Marie-Pauline Martin, religieuse carmélite française, sœur de Sainte Thérèse de Lisieux († 28 juillet 1951)
- 15 octobre : Mère Sainte-Anne-Marie, religieuse, enseignante, directrice et fondatrice d'établissements scolaires († 13 mars 1937)

## Décès
- 10 février : Gabriel della Genga Sermattei, cardinal italien, archevêque de Ferrare, précédemment archevêque titulaire de Bérythe (de) (° 4 décembre 1801)
- 21 mars : Clément Bonnand, prélat et missionnaire français, vicaire apostolique de Pondichéry et évêque titulaire de Drusipara (° 20 mai 1796)
- 17 novembre : Giusto Recanati, cardinal capucin italien de la Curie (° 9 août 1789)